# Ужово (Рязанская область)
Ужово — деревня в Шацком районе Рязанской области в составе Ямбирнского сельского поселения.

## Географическое положение
Деревня Ужово расположена на Окско-Донской равнине на правом берегу реки Цны в 28 км к северо-востоку от города Шацка. Расстояние от деревни до районного центра Шацк по автодороге — 32 км.
К западу от деревни протекает река Цна, к северу расположены небольшое озеро, устье реки Вязовки и остров Лосиный (Таманский), к востоку и юго-востоку — значительный лесной массив. Ближайшие населенные пункты — села Ямбирно, Инная Слобода и деревня Лесная Слобода.

## Население
| 1989 | 2010 | 2012 |
| ---- | ---- | ---- |
| 129  | ↘68  | ↘66  |

По данным переписи населения 2010 г. в деревне Ужово постоянно проживают 68 чел. (в 1992 г. — 129 чел.).

## Происхождение названия
Название населенного пункта произошло от названия змеи ужа. Вероятно в данной местности в старину было много ужей или змей вообще.

## История
В документах XIX в. Ужово числилось сельцом, то есть населенным пунктом в котором при отсутствии церкви имелся двор помещика.
К 1911 г., по данным А. Е. Андриевского, деревня Ужово относилась к приходу Преображенской церкви села Кашково-Раково (соврем. Сасовский район) и в ней насчитывалось 40 дворов, в коих проживало 164 души мужского и 177 женского пола. Большая часть леса в окрестностях деревни принадлежала дворянам Нарышкиным.
На восточной окраине деревни Ужово располагалось имение дворян Норман с усадебным домом. В имении числилось всего 708 дес. земли, из них 318 дес. пашни (в том числе 78 дес. под посевом), 254 дес. леса и 132 дес. лугов; имелось 11 лошадей, 3 коровы и 2 свиньи. Обслуживали имение управляющий, 5 постоянных и 8 временных наемных работников.

## Транспорт
Основные грузо- и пассажироперевозки осуществляются автомобильным транспортом. Через южную окраину деревни Ужово проходит автомобильная дорога федерального значения М-5 «Урал»: Москва — Рязань — Пенза — Самара — Уфа — Челябинск.